# (28372) 1999 HU
(28372) 1999 HU  es un asteroide perteneciente al cinturón de asteroides, descubierto el 18 de abril de 1999 por Frank B. Zoltowski desde el Observatorio de Woomera, en Australia.

## Designación y nombre
Designado inicialmente como 1999 HU.

## Características orbitales
(28372) 1999 HU orbita a una distancia media del Sol de 2,999 ua, pudiendo acercarse hasta 2,900 ua y alejarse hasta 3,097 ua. Tiene una excentricidad de 0,033 y una inclinación orbital de 9,234° grados. Emplea en completar una órbita alrededor del Sol 1896,63 días.
Pertenece a la familia de asteroides de (221) Eos.
Los próximos acercamientos a la órbita de Júpiter ocurrirán el 3 de noviembre de 2058, 29 de diciembre de 2104 y el 17 de enero de 2142.

## Características físicas
Su magnitud absoluta es 12,91. 